# The Creatures (gruppo musicale italiano)
The Creatures (inizialmente al singolare The Creature) è stato un gruppo musicale italiano, attivo principalmente negli anni ottanta, che vede tra i suoi artefici il musicista produttore SANGY come autore dei testi (Maurizio Sangineto) e Mario Flores come compositore e arrangiatore. Nati all'interno della celebre discoteca riminese L'Altro Mondo Studios, durante la loro carriera hanno pubblicato sette album, i primi tre dei quali sono stati distribuiti anche fuori dall'Italia, come i Paesi Bassi, la Germania e il Brasile, il quarto è la colonna sonora del film Una donna da scoprire di Riccardo Sesani.
Hanno ottenuto i principali successi nel biennio 1984-1985 con i brani Maybe One Day, che entrò nella top 10 dei singoli più venduti in Italia, e Just in the Name of Love. Il gruppo partecipò tra le altre al Festivalbar che ad Azzurro.

## Storia
Nacquero ad inizio anno ottanta come progetto musicale della famosa discoteca riminese L'Altro Mondo Studios curato dal musicista Mario Flores. La band è inizialmente formata da un gruppo di ballerini, capitanati da Antonello Difino, che si esibiva nel locale con una scenografia fantascientifica di grande suggestione. 
Il loro primo album Expansion - L'Altro Mondo Studios uscì per la Spice 7 nel 1982 (ristampato nel 1983 dalla tedesca ZYX Records, nel 2008 dalla francese Vintage Records e nel 2009 dalla Antibemusic S.R.L.). Nel 1983 si aggiunge il musicista-produttore e arrangiatore SANGY (Maurizio Sangineto) tra i fondatori della dance music italiana e artefice di altri successi internazionali come Firefly e the Armed Gang. Il team Flores-Sangy produce il secondo album del progetto Creatures intitolato L'Altro Mondo Studios per la Full Time Records di Franco Donato, importante etichetta della musica dance italiana. Entrambi gli album rendevano tributo nel titolo all'omonima discoteca riminese. Da questo album fu il brano Believe in Yourself a conferìre loro popolarità a livello nazionale con le prime apparizioni televisive in programmi come Popcorn e Superclassifica Show.
Nel 1984 la band realizzò la colonna sonora del film Jocks di Riccardo Sesani, un film di serie B poi divenuto di culto come uno dei pochi film, se non l'unico, a descrivere la scena italodisco. E fu proprio in questo film che apparve per la prima volta quello che divenne poi uno dei loro singoli di maggior successo, Maybe One Day che entrò nella top ten dei singoli più venduti in Italia. Il brano fu presentato anche al Festivalbar 1984, che quell'anno vedeva la direzione artistica di Vittorio Salvetti e partecipò alla 3ª edizione di Azzurro nel 1984, nella squadra che comprendeva Mino Reitano, Daniela Goggi, Nik Kershaw e Dobrilla.
Fu poi del 1985 la pubblicazione dell'album Illusion, interamente firmato dal solo da Sangy,  per la Zig Zag Records, il cui omonimo singolo fu stampato dalla tedesca Chic. Sempre in questo album era poi contenuto un secondo e più noto singolo dal titolo Just in the Name of Love. Il più famoso brano fu comunque Japan, interpretato in diverse trasmissioni, col solito tastierista anonimo, vestito con diversi costumi spaziali a seconda della prestazione, lo stesso brano fu parte del film del film Una donna da scoprire.
La base musicale di Maybe One Day è stata la colonna sonora della trasmissione Domenica Sportiva nella stagione 1986-1987.
Nel 1987, il loro quarto album dal titolo Una donna da scoprire (A Woman To Discover), colonna sonora composta  da Sangy per il film Una donna da scoprire diretto da Riccardo Sesani e interpretato da Agostina Belli e Marina Suma.
Dopo questa produzione seguirono altri tre album minori senza l'apporto musicale di Sangy: Concerto No. 1 del 1988, White Flame del 1990 e Mutation dell'anno successivo.

## Formazione
Antonello Difino
Cristina Sparnacci
Patrizia Droghetti
Beverly Barret
Vittorio Galli (the monster)

## Discografia

### Album in studio
- 1982 – Expansion - L'Altro Mondo Studios
- 1983 – L'Altro Mondo Studios
- 1985 – Illusion
- 1987 – Una donna da scoprire (colonna sonora)
- 1988 – Concerto No. 1
- 1990 – White Flame
- 1991 – Mutation

### Raccolte
- 1984 – Booster
- 1990 – The Best of The Creatures
- 1990 – Discography Collection (The History of Italian Dance Music Volume III)

### Singoli
- 1981 – The Creature
- 1982 – Machine's Drama
- 1983 – Believe in Yourself
- 1984 - Maybe One Day
- 1985 – Illusion
- 1985 – Solar Eclipse
- 1985 – Where You Are
- 1986 - Japan
- 1987 – A Woman to Discover
- 1995 – Call Me